# Лебедько, Владимир Георгиевич
Владимир Георгиевич Лебедько (15 марта 1932, Москва, СССР — 17 сентября 2017, Санкт-Петербург, Россия) — советский военно-морской деятель, подводник, контр-адмирал (1980).

## Биография
Окончил Бакинское военно-морское подготовительное училище (1947—1949), досрочно 1-е Балтийское высшее военно-морское училище (1953), Высшие специальные офицерские классы ВМФ (1960), Военно-морскую академию (1968), Высшие академические курсы руководящего состава Вооружённых Сил СССР (1984), Военную академию Генерального штаба Вооружённых Сил имени К. Е. Ворошилова (1986).
15 мая 1990 года в Военно-Морской академии защитил кандидатскую диссертацию по теме: «Взаимодействие флота с соединениями и объединениями других видов Вооружённых Сил в оборонительной операции на континентальном театре военных действий».
С 1953 по 1969 год — служба на подводных лодках КЧФ и КСФ.
В 1962 году — командир ПЛ «К-153», в 1968 году — командир ПЛА «К-33» Северного флота.
С 1969 года — заместитель командира 18-й дивизии подводных лодок Северного флота.
С 1970 года — служба в штабе Северного флота.
С 1978 года — начальник Управления боевой подготовки Северного флота.
С 1980 года — начальник Оперативного управления Северного флота.
С 1984 года — заместитель начальника штаба войск Юго-Западного направления-начальник Военно-морского управления.
С 1988 года — начальник 270 учебного центра ВМФ (г. Сосновый Бор, Ленинградская область).
Уволен в запас в 1991 году.
С 1991 года в течение 10 лет работал в Военно-морской академии имени Н. Г. Кузнецова на должностях доцента кафедры «Истории военно-морского искусства», научного сотрудника и старшего научного сотрудника научно-исследовательской группы.
Скончался 17 сентября 2017 года. Похоронен на Новом кладбище в Петергофе.

## Награды
Награждён орденами: Красной Звезды, За службу Родине в Вооружённых Силах СССР II и III степени, Мужества, многими медалями. Награждён нагрудным знаком «Почётный полярник», почётным знаком Российского комитета ветеранов войны и Вооружённых Сил.
Действительный член Международной Академии управленческих и организационных наук, действительный член Российского Географического общества.
Профессор Академии военных наук, кандидат военных наук (1990).

## Сочинения
Автор книг «Верность долгу» — изд. Санкт-Петербург (2005), «Пароход „Казахстан“ (август 1941 г.)» (2007).